# Monte Gazzirola
Monte Gazzirola (italienska: Monte Garzirola) är en bergstopp i Schweiz.   Den ligger i distriktet Lugano och kantonen Ticino, i den sydöstra delen av landet, 160 km sydost om huvudstaden Bern. Toppen på Monte Gazzirola är 2 116 meter över havet, eller 178 meter över den omgivande terrängen. Bredden vid basen är 4,2 km.
Terrängen runt Monte Gazzirola är varierad. Närmaste större samhälle är Lugano, 14,7 km sydväst om Monte Gazzirola. 
I omgivningarna runt Monte Gazzirola växer i huvudsak blandskog. Runt Monte Gazzirola är det ganska tätbefolkat, med 139 invånare per kvadratkilometer.